# Catabbio
Catabbio is een plaats (frazione) in de Italiaanse gemeente Semproniano.

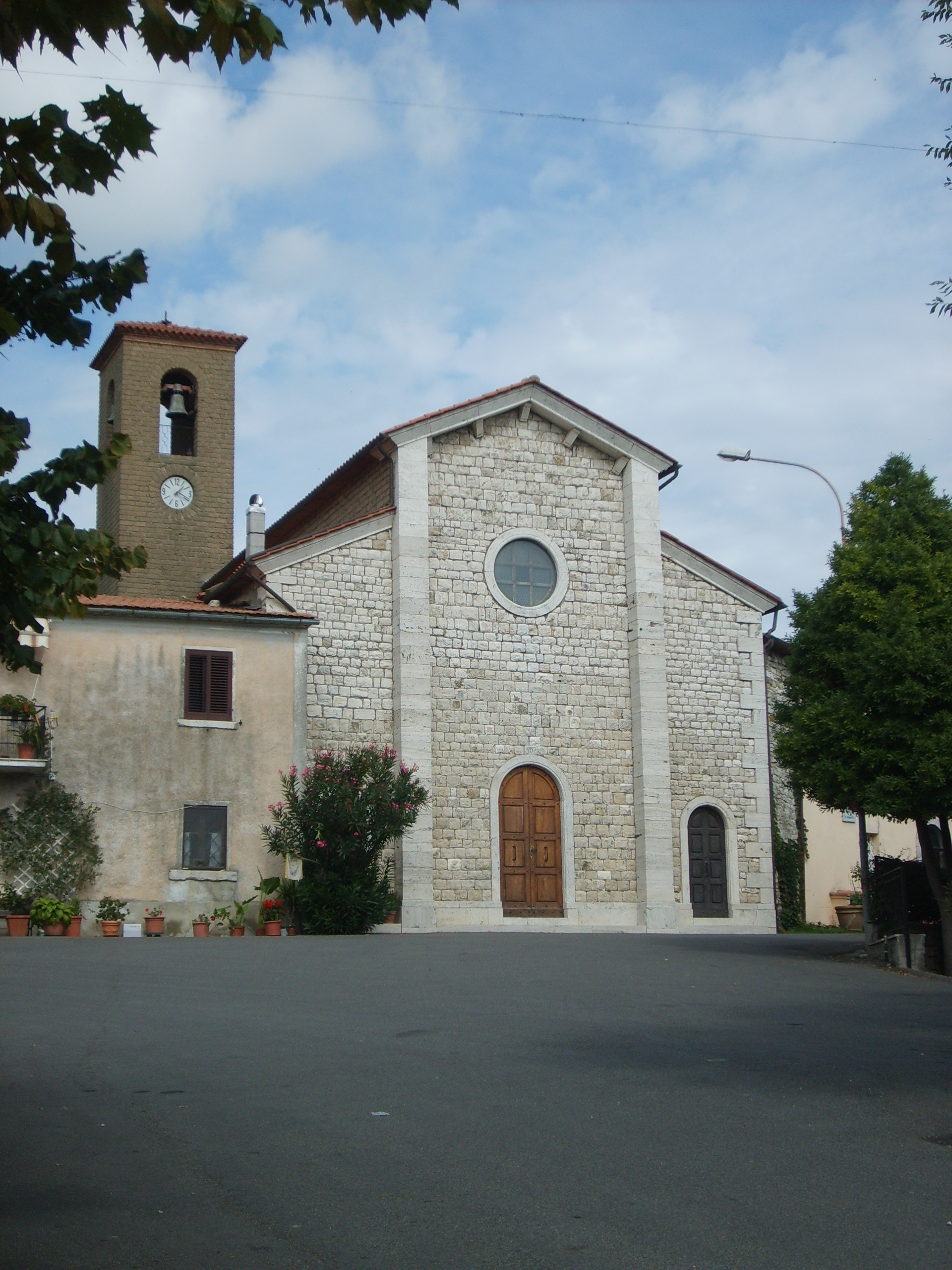
Kerk